# Wachtang II (król Gruzji)
Wachtang II (gruz. ვახტანგ II, zm. 1292) – król Gruzji w latach 1289-1292.

## Życiorys
Był drugim synem króla Gruzji zachodniej, Dawida VI, i jego pierwszej żony, Tamary Amanelisdze.
W 1289, po straceniu króla Gruzji wschodniej, Dymitra II, Mongołowie zdecydowali się powierzyć tron Gruzji jego kuzynowi, Wachtangowi. Nowy władca został zaakceptowany przez szlachtę kartlijską i kachetyńską, która mimo okoliczności jego koronacji widziała w jego osobie szansę na zjednoczenie ziem gruzińskich (w 1260 doszło do faktycznego podziału na osobne królestwa Gruzji wschodniej i zachodniej). Lojalny wobec Mongołów, brał udział w prowadzonych przez nich kampaniach wojennych na Bliskim Wschodzie. Uzyskawszy poparcie gruzińskiej szlachty, Wachtang udał się do stolicy Ilchanidów, uzyskując potwierdzenie swoich praw do Gruzji wschodniej i obietnicę odziedziczenia po ojcu również Gruzji zachodniej. Zmarł jednak w 1292, gdy jego ojciec, Dawid VI, jeszcze żył. Wachtang II został pochowany w monasterze Gelati. Tron Gruzji wschodniej odziedziczył po nim syn Dymitra II, Dawid.

## Rodzina
W momencie wstąpienia na tron ożenił się z córką Abaki-chana Oljat. Nie mieli dzieci.